# جو ويبر
جو ويبر (بالإنجليزية: Joe Weber)‏ هو لاعب كرة قاعدة أمريكي، ولد في 15 فبراير 1862 في هاميلتون في كندا، وتوفي بنفس المكان في 15 ديسمبر 1921.

## وصلات خارجية
- جو ويبر على موقعبيزبول رفرنس.كوم (الدوري الرئيسي) (الإنجليزية)
- جو ويبر على موقعبيزبول رفرنس.كوم (الدوري الثانوي) (الإنجليزية)